# Lozovo (kommun)
Lozovo (makedonska: Лозово, albanska: Komuna e Llozovës) är en kommun i Nordmakedonien. Den ligger i den centrala delen av landet, 50 km sydost om huvudstaden Skopje. Antalet invånare är 2858. Arean är 166 kvadratkilometer.
Följande samhällen finns i kommunen Lozovo:
- Lozovo
- Dorfulija
- Karatmanovo
- Milino
- Ḱoselari
- Ǵuzemelci
- Adžimatovo
- Saramzalino